# مائوریسیو فرناندز
مائوریسیو فرناندز (به پرتغالی: Maurício Fernandes) مدافع اهل برزیل است که در شهر Passo Fundo و در تاریخ ۵ ژوئیهٔ ۱۹۷۶ به دنیا آمده‌است.
مائوریسیو فرناندز در تیم‌های فوتبال Vila Nova سابقهٔ حضور دارد.